# Доушник (филм из 2017)
Доушник (енгл. The Post) је амерички трилер филм из 2017. године редитеља Стивена Спилберга. Сценарио потписују Лиз Хана и Џош Синџер, док су продуценти филма Стивен Спилберг, Кристи Макоско Кригер и Ејми Паскал. Музику је компоновао Џон Вилијамс.
Глумачку екипу чине Мерил Стрип, Том Хенкс, Сара Полсон, Боб Оденкирк, Трејси Летс, Бредли Витфорд, Брус Гринвуд и Метју Рис. Светска премијера филма је била одржана 22. децембра у Сједињеним Америчким Државама.
Буџет филма је износио 50 000 000 долара, а зарада од филма је 177 700 000 долара.
Филм је добио шест номинација за Златни глобус укључујући награде за најбољи играни филм (драма), најбољег редитеља (Стивен Спилберг), најбољег главног глумца у играном филму (драма) (Том Хенкс), најбољу главну глумицу у играном филму (драма) (Мерил Стрип) и најбољи сценарио (Лиз Хана и Џош Синџер).
23. јануара 2018. године филм је добио номинације за две награде Оскар — најбољи филм и најбољу глумицу у главној улози (Мерил Стрип).

## Радња
Двоје најславнијих глумаца своје генерације, трострука оскаровка Мерил Стрип и двоструки оскаровац Том Хенкс по први пут заједно у историјској политичкој драми Стивена Спилберга.
Ради се о истинитом догађају и афери Пентагонски папири, односно улози коју су у њој одиграле новине. Радња је фокусирана на објаву пентагонских докумената у Вашингтон посту, којима су 1971. године његови новинари открили истину о Вијетнамском рату. Пентагонски документи представљају низ службених докумената америчког министарства одбране који су процурили тако што их је војни аналитичар Даниел Елсберг доставио новинарима.

## Улоге
| Глумац         | Улога                      |
| -------------- | -------------------------- |
| Мерил Стрип    | Катрин Грејам              |
| Том Хенкс      | Бен Брадли                 |
| Сара Полсон    | Антонет Тони Пинчот Брадли |
| Боб Оденкирк   | Бен Багдикиан              |
| Трејси Летс    | Фриц Биби                  |
| Бредли Витфорд | Артур Парсонс              |
| Брус Гринвуд   | Роберт Макнамара           |
| Метју Рис      | Данијел Елсберг            |